# Kim Hyun-soo
Kim Hyun-soo (14 de fevereiro de 1973) é um ex-futebolista profissional sul-coreano que atuava como defensor.

## Carreira
Kim Hyun-soo representou a Seleção Sul-Coreana de Futebol nas Olimpíadas de 1996.